# Biological Journal of the Linnean Society
Biological Journal of the Linnean Society is een biologisch tijdschrift van de Linnean Society of London. Het tijdschrift verschijnt sinds 1969 als opvolger van Proceedings of the Linnean Society, het tijdschrift waarin Charles Darwin en Alfred Russel Wallace in 1858 hun historische artikelen met betrekking tot de oorsprong van soorten publiceerden. De ondertitel luidt: A Journal of Evolution. De redacteur is John Allen. Het tijdschrift wordt uitgegeven door Wiley-Blackwell. 
Het peer reviewed  tijdschrift publiceert onderzoeksartikelen over de evolutie van organismen in de breedste zin. In het tijdschrift  verschijnen onder meer bijdragen waarbij de concepten van evolutiebiologie worden gestaafd met geobserveerd of theoretisch bewijs vanuit elk relevant gebied van de biologie. Het tijdschrift publiceert onder meer over evolutionaire genomics.
In literatuurverwijzingen wordt wel de standaardaanduiding 'Biol. J. Linn. Soc.' gebruikt.